# 구포대교
구포대교(龜浦大橋, 영어: Gupo Bridge)는 부산광역시 강서구 대저동에서 북구 구포동을 잇는 국도 제14호선의 길이 약 950m의 교량(다리)다. 강서구 방면으로 가면 경상남도 김해시가 나오고, 북구 방면으로 가면 울산광역시와 경상북도 포항시가 나온다.

## 구조
본선 구간은 상하행 각 3차로로 총 6차로이며, 자동차전용도로 교량 폭은 30m(차도: 25m, 보도: 5m)이다. 본선 구간은 콘크리트 PC 박스 구조이며, 지선과 램프는 강 박스 거더 구조로 되어 있다.
본선과 달리 접속도로와 램프에는 별도 보도가 설치되어있지 않아, 계단을 통하여 올라가야 한다. 본선 콘크리트 박스 구간 950m가 일체로 시공된 교량의 특성 때문에 양측 이음이 넓어 자전거이용자는 빠지지 않도록 주의해야 한다.

## 역사
구포대교 이전에는 낙동강에 건설된 최초의 다리인 구포교(길이: 1,060m, 폭: 9.8ｍ)가 1932년 개통(1930년 9월 13일~1932년 3월 7일)되어 구포대교 개통이후에는 자동차 전용교량으로 사용되었다.
구포교는 2003년 9월 태풍 매미로 일부 구간이 유실되어 교통 통제되었다가, 2008년 결국 철거되었다.
구포다리가 놓인 후에도 구포시장으로 유명한 구포와 김해 대동간을 왕래하는 나룻배가 있었으나, 1980년경 자동차가 늘어남에 따라 운행이 중단되었다.

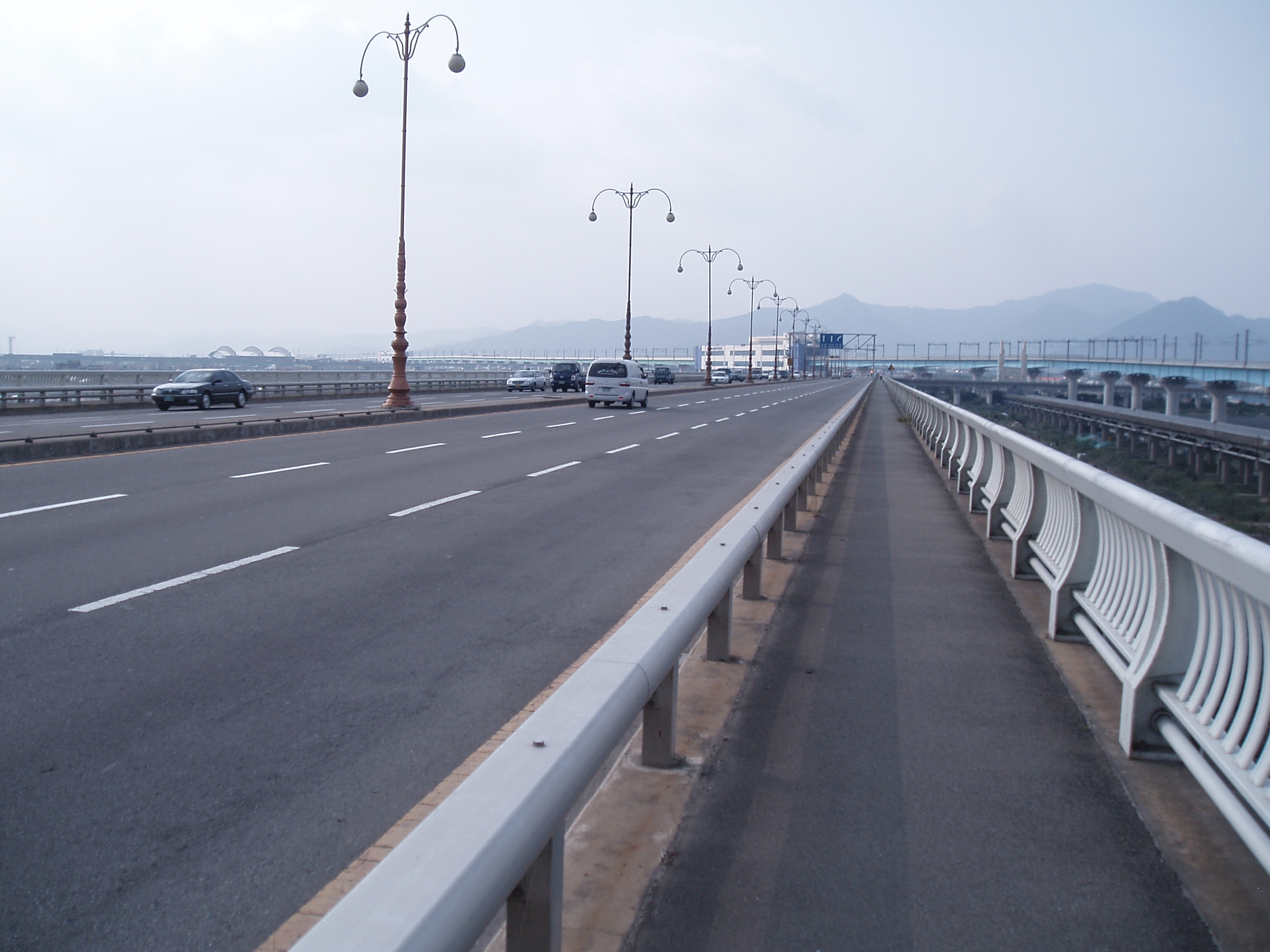
구포대교 모습. 중간에는 중앙분리대가 있고 양 옆으로 보도가 있다

## 구포철교
구포대교에서 북쪽으로 약 85m 떨어진 곳에는 구포철교가 있다. 구포철교는 부산 도시철도 3호선의 철교이다. 길이는 약 970m이다. 양옆에는 강서구청역과 구포역이 있다.